# HD 204521
HD 240521 är en ensam stjärna, belägen i den mellersta delen av stjärnbilden Cepheus. Den har en skenbar magnitud av ca 7,26 och kräver åtminstone en stark handkikare eller ett mindre teleskop för att kunna observeras. Baserat på parallax enligt Gaia Data Release 2 på ca 37,9 mas, beräknas den befinna sig på ett avstånd på ca 86 ljusår (ca 26,4 parsek) från solen. Den rör sig närmare solen med en heliocentrisk radialhastighet på ca -77 km/s och förutspås komma inom 7,96 ljusår om 334 000 år. På det avståndet kan stjärnan ha en relativt liten men dock störande effekt på kometer i Oort-molnet.

## Egenskaper
HD 204521 är en gul till vit stjärna i huvudserien av spektralklass G0 V. Den har en massa som är ca 0,8 eller 1,0 solmassor, en radie som är lika med ca 0,85 solradier och har ca 0,86 gånger solens utstrålning av energi från dess fotosfär vid en effektiv temperatur på  5 700 K.